# Agnès II de Quedlinbourg
Agnès II, née vers 1130 et morte le 22 janvier 1203 à Quedlinbourg, est une princesse de la maison de Wettin, fille du margrave Conrad Ier de Misnie. Elle fut abbesse de l'abbaye de Quedlinbourg de 1184 jusqu'à sa mort. Elle est aussi connue pour son travail de copiste et d'enlumineur ainsi que pour son encouragement à la création d'œuvres d'art.

## Biographie

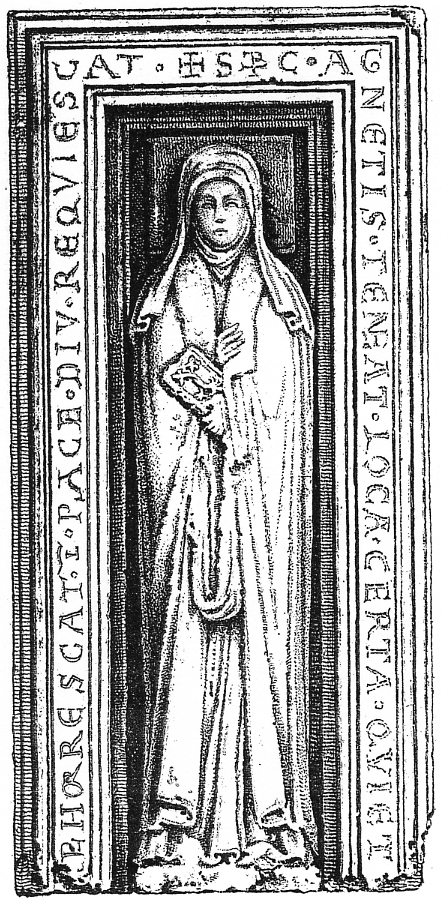
Reproduction de la pierre tombale d'Agnès II conservée au sein de la crypte de l'abbaye.

Elle est une fille de Conrad Ier le Pieux, margrave de Misnie et de Lusace, issue du mariage avec la comtesse Luitgarde de Ravenstein-Elchingen apparentée à la maison de Hohenstaufen. Après l'abdication de son père, en 1156, le fiefs de Misnie et de Lusace sont transférés aux frères aînés d'Agnès, Othon Ier le Riche et Thierry II. Elle fut une religieuse au couvent de Gerbstedt, avant d'être confirmé le 5 novembre 1184 en tant qu'abbesse de l'abbaye de Quedlinbourg qui constituait un territoire immédiat au sein du duché de Saxe (Ostphalie). 
Des chroniques postérieures à sa mort nous racontent plusieurs éléments de sa vie. Elles signalent qu'elle a encouragé la création d'œuvres d'art sous toutes les formes et serait elle-même une artiste. Elle aurait participé notamment avec ses sœurs Ode et Berthe à la création de tapisseries (Quedlinburger Knüpffragmente) dont certaines subsistent encore. 
Même si rien ne prouve qu'elle y a participé personnellement, on conserve encore une tenture du Mariage de Philologie et de Mercure, destinée à l'origine au pape mais qui ne lui a jamais été transmis. Elle aurait aussi pratiqué la copie et l'enluminure de manuscrits. Elle serait particulièrement à l'origine d'un Plenarium (en) longtemps conservé au sein de la bibliothèque de l'abbaye, même si, depuis, le manuscrit a été daté du XVe siècle. On conserve un texte de sa main listant les objets qu'elle a légué à l'abbaye parmi lesquels on dénombre des coupes en or, des couvertures en soie et des tentures brodées.
Agnès est enterrée dans la crypte de la collégiale Saint-Servais de Quedlinbourg.

## Postérité
Le nom de l'abbesse se retrouve dans l'installation artistique The Dinner Party (1974-1979) de Judy Chicago dans l'aile II, associée à la convive Hrotsvita de Gandersheim.